# Фуке, Жан
Жан Фуке́ (фр. Jean Fouquet; Тур, ок. 1420 — 1481) — французский живописец, первый мастер французского Возрождения, портретист и миниатюрист, глава Турской школы.

## Биография
Документированных свидетельств о жизни художника сохранилось крайне мало.
Жан Фуке родился в г. Тур в долине Луары, который во второй половине XV в. стал резиденцией французских королей Карла VII и Людовика XI и одним из главных художественных центров Франции. О годах его молодости сведений немного: вероятно, в начале 1440-х гг. Фуке учился в Париже, а затем первым из французских художников отправился в Италию и познакомился с искусством итальянского Возрождения. Между 1444/45 и 1446/47 годами он написал на холсте портрет папы Евгения IV с двумя его родственниками (свидетельство Филарете, присутствовавшего при создании портрета), вызвавший восхищение итальянцев.
После пребывания в Италии Фуке вернулся в Тур, женился и открыл свою мастерскую. Работал при дворах Карла VII (в 1461 году) и Людовика XI. В 1475 году получил титул «королевского живописца». Выполнял заказы самых знатных особ Франции. Меценатами и заказчиками Фуке были семьи королев, казначея Этьена Шевалье и канцлера Гийома Жувенеля дез Юрсена.
Пользовавшийся известностью при жизни, после своей смерти (между 1478 и 1481 годами) Фуке был надолго забыт. Его творчество было вновь оценено по достоинству лишь в XIX веке благодаря интересу представителей романтизма к средневековому искусству.

## Произведения

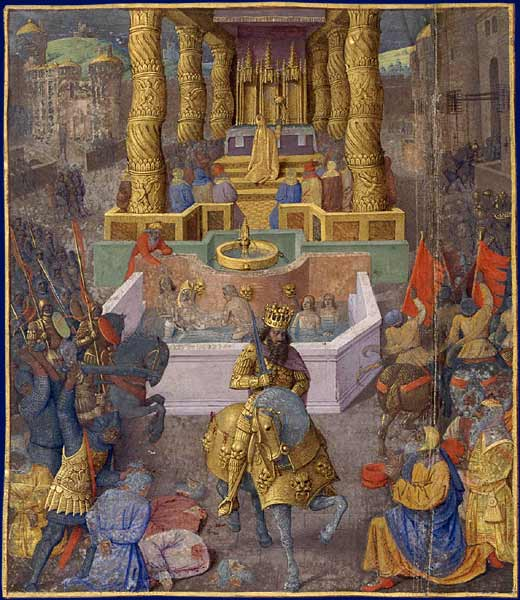
Жан Фуке. «Взятие Иерусалима».

К значительным произведениям художника можно отнести «Меленский диптих» (ок.1451-1456), заказанный Фуке Этьеном Шевалье для церкви в его родном городе Мелёне.
Книжная графика
- Шедевром Фуке являются миниатюры «Часослова Этьена Шевалье» (1450—1460), не имевшие себе равных по художественным достоинствам. Особенно хороши миниатюры «Благовещение», «Встреча Марии и Елизаветы», и другие, созданные на сюжеты Священного писания.
- В конце 1450-х гг. мастер создал иллюстрации к сборнику новелл Джованни Боккаччо.
- Великолепны его миниатюры к рукописи «Больших французских хроник», заказанных Карлом VII (другая рукопись «Больших французских хроник» проиллюстрирована Симоном Мармионом по заказу герцога Бургундии Филиппа III Доброго). Миниатюры «Хроник» Фуке прославляют французский королевский дом, жизнь которого протекала в пирах и торжественных церемониях («Карл Великий находит тело Роланда», «Пир в честь Карла IV», «Коронование Карла Великого», «Жизнь Людовика II Заики» и др.).
- Драгоценным наследием Фуке являются миниатюры к «Иудейским древностям» древнееврейского историка Иосифа Флавия («Строительство Иерусалимского храма», «Взятие Иерихона», «Взятие Иерусалима», «Въезд Птолемея в Иерусалим» и др.), созданные в 70-е гг. XV в. В этих миниатюрах художник выступил как мастер батальных сцен